# Tupesy (Přelouč)
Tupesy jsou vesnice, část města Přelouč, patřící do mikroregionu Železných hor.

## Dějiny
Od roku 1542 byly součástí panství choltického a v roce 1559 se uvádí ve vsi mlýn, tehdy samozřejmě dřevěný. V minulosti se veškeré stavby stavěly ze dřeva, což byl nejdostupnější materiál, ať už se jednalo o obytná stavení, tak i o hospodářské budovy či sýpky. Velkým problémem byly ale časté požáry, které se velmi snadno šířily po celé vsi. Ty mimo jiné přiměly Marii Terezii k vydání Ohňového patentu v roce 1751. V něm se nařizovalo, že nové domy musí být z nespalných materiálů. Nebo že zděné musí být alespoň kuchyně a komíny. Mimo kamene se začalo používat cihel, neboť roku 1819 bylo povoleno dvorským dekretem pálení cihel na vlastním pozemku pro vlastní potřebu a prodej. Tak začalo postupné přezdívání našich vesnic, takže taktéž i Tupes. Na konci 19. století postihlo Tupesy mnoho požárů, při nichž vzaly za své staré domy a stodoly, celkem lehla téměř polovina budov popelem. Tak na začátku 20. století vypadala obec jako zcela nově zbudovaná.

## Současnost
Tupesy s místní lokalitou zvanou Podvrdy (je zajímavé že v navigacích najdete spíše Podvrdy než Tupesy)
jsou místní částí města Přelouč. Nacházejí se 4,5km jižně od města Přelouč při silnici III. Třídy Přelouč – Mokošín – Tupesy – Lipoltice. Obec s funkcí venkov – bydlení v rodinných domech s drobnou výrobou a službami. Tupesy jsou 240 – 258 m n. m., Podvrdy 236 – 243 m n. m. V obci bydlí s trvalým pobytem cca 55 obyvatel v 17 trvale obydlených domech. Pro plánovaný rozvoj obce jsou v ÚPSÚ navrženy plochy na severu Podvrd 3 – 5 rodinných domů, mezi Podvrdy a Tupesy celkem asi 17 rodinných domů.